# Erich zu Putlitz
Erich Wilhelm Julius Freiherr Gans Edler Herr zu Putlitz (* 1. Februar 1892 in Brahlstorf; † 28. Januar 1945 in Hamburg) war ein deutscher Architekt und Stadtplaner.

## Lebenslauf
Seine Eltern waren Wilhelm Gans zu Putlitz (* 1859; † 1938) und dessen erste Ehefrau Gertrud von Berg (* 1862; † 1923). Nach der Schule begann er selbst eine Lehre als Steinmetz. Nach seiner bestandenen Gesellenprüfung besuchte er eine Abendschule und arbeitete als Bühnenbildner am Düsseldorfer Schauspielhaus. Während des Ersten Weltkriegs war er Marineflieger und in Dresden stationiert. Danach arbeitete er im renommierten Dresdner Architekturbüro Lossow & Kühne. Nebenbei nahm er an verschiedenen, teilweise international ausgeschriebenen Architekturwettbewerben teil, von denen er einige gewann. Aufgrund der starken Resonanz auf seine Entwürfe in Bulgarien siedelte er dorthin über. Zu Putlitz ging für zwei Jahre nach Sofia und konnte dort einige Projekte ausführen. Obwohl Deutschland sich zu dieser Zeit in einer schwierigen wirtschaftlichen Situation befand, kehrte er nach Hamburg zurück. Durch sein charismatisches Auftreten und seine internationalen Erfolge bekam er eine Anstellung beim Büro Klophaus und Schoch und brachte es später zum Partner.

## Putlitz und das Dritte Reich
Pulitz war Mitglied der NSDAP und beteiligte sich häufig an Ausschreibungen für Staats- und Parteibauten, etwa 1934 am Wettbewerb für ein Schlageterforum in Düsseldorf, bei dem er einen ersten Preis gewann, und 1937/38 für ein Gauhaus Hamburg, das er als Bürohochhaus konzipierte. Im Auftrag der nationalsozialistischen Reichsregierung legte Putlitz 1935 einen Plan zur „Stadterweitung der Seestadt Rostock“ vor. In diesem Plan versuchte er, dem enormen Einwohnerwachstum im Zuge der ständig expandierenden Flugzeug- und Rüstungsindustrie städtebaulich Rechnung zu tragen. Als vorrangiges Baugebiet war dabei das Areal der heutigen Südstadt vorgesehen. Putlitz wird auch ein 1935 datierender Entwurf zur radikalen Umgestaltung der Rostocker Altstadt zugeschrieben, worin verbreiterte und begradigte Straßen präsentiert wurden, was aber unter Wortführerschaft des Landesdenkmalpflegers Adolf Friedrich Lorenz zum Protest vieler Rostocker führte und dann fallen gelassen wurde. Realisiert wurden von Putlitz’ Plänen außer mehreren Straßen mit Wohnbebauung im Westen und Norden Rostocks vor allem Sportstätten als Ansätze eines großzügigen NS-Aufmarschgeländes, das in den 1950er Jahren zur Entwicklung des Ostseestadions genutzt wurde.
Da sich Putlitz ebenso wie Peter Behrens, Emil Fahrenkamp, Ernst Sagebiel oder Herbert Rimpl schon vor 1933 vom Neoklassizismus beeinflussen ließ, entwickelte er diesen Stil weiter. Nur bei den Gebäuden der Siedlung am Rübenkamp wählte er eine andere Architektur. Nach dem Zweiten Weltkrieg wurden Letztere nicht abgerissen. Bei seinen Planungen für Staatsbauten ließ er sich von der monumentalen Architektur beeinflussen, was von der Propaganda unterstützt und später als „nationalsozialistische“ Architektur beurteilt wurde.
Putlitz beteiligte sich an Wettbewerben um eine Erweiterung des Reichstages und das Genfer Palais des Nations. Er gewann die Ausschreibung um das seinerzeit aber noch nicht realisierte Columbus-Denkmal in Santo Domingo, was ihn in Fachkreisen gleichwohl endgültig international bekannt machte.
Neben einer Reichstagserweiterung plante zu Putlitz auch die Neugestaltung des alten Königsplatzes („Platz der Republik“) und den Abschluss der Siegesallee. Zu Putlitz stand 1944 in der Gottbegnadeten-Liste des Reichsministeriums für Volksaufklärung und Propaganda.

## Familie
Putlitz heiratete 1917 in Kiel Katharina von Kobbe (* 1889; † 1961), Tochter der Antonie Rackwitz und des Addo von Kobbe. Das Ehepaar hat die Söhne Franz-Rolf, er wurde auch Architekt, und Klaus-Dieter, Kaufmann.